# Сферосепаловые
Sphaerosepalaceae (син. Rhopalocarpaceae) — семейство цветковых растений порядка Мальвоцветные (Malvales). Содержит 2 рода и 14 видов.

## Ботаническое описание
Жизненная форма — лиственные деревья и кустарники. Листья простые, цельнокрайные, расположены очерёдно. Как правило, имеют очень крупные прилистники. Цветки с прицветниками, собраны в цимозные соцветия. Цветки гермафродитные, с радиальной симметрией (иногда — зигоморфные), имеют двойной околоцветник. Чашелистики свободные, кожистые. Обычно имеется 4 свободных лепестка белого или жёлтого цвета. От 25 до 100 фертильных тычинок имеют неравную длину. 

## Ареал
Все представители семейства — эндемики Мадагаскара.

## Роды
По информации базы данных The Plant List (на июль 2016) семейство включает 2 рода и 20 видов:
- Dialyceras — включает 3 вида
- Rhopalocarpus — включает 17 видов